# LSD: Dream Emulator
LSD: Dream Emulator é um jogo de aventura desenvolvido e publicado pela Asmik Ace Entertainment para PlayStation. Consiste em explorar ambientes surreais em primeira pessoa sem um objetivo. O jogador pode somente mover-se e tocar em objetos, os quais o transportam para outro ambiente. O jogo foi concebido pelo artista japonês Osamu Sato, que rejeitava a ideia de jogos e queria usar o PlayStation como um meio de criar arte contemporânea. O conceito do jogo é baseado num diário de sonhos que Hiroko Nishikawa, funcionária da Asmik Ace, escreveu por mais de dez anos.
O jogo foi lançado exclusivamente no Japão em 22 de outubro de 1998 junto com uma trilha sonora e um livro contendo excertos do diário. Dream Emulator foi rapidamente esquecido após seu lançamento, mas desde então tem despertado o interesse de curiosos devido à sua excentricidade ser um objeto de discussão em blogs de humor e vídeos de Let's Play. Críticos elogiaram as qualidades caprichosas do jogo, considerando-o um dos jogos mais "inquietantes", "experimentais" e "imprevisíveis" de todos os tempos. O jogo também foi lançado na PlayStation Store japonesa em 2010.

## Jogabilidade
LSD: Dream Emulator é descrito como um "sonho jogável", pois o jogador explora ambientes surrealistas sem nenhum objetivo específico. O jogo é jogado num ambiente 3D numa perspectiva de primeira pessoa em tempo real. Os controles se resumem apenas a andar para os lados e observar os cenários em sua volta. O jogo é jogado em diferentes níveis de "sonhos", que possuem duração máxima de até 10 minutos. O jogador começa cada sonho em um lugar aleatório no qual ele tem apenas o objetivo de explorar o local. Ao encostar em qualquer objeto ou interagir com alguns túneis específicos, o jogador é teletransportado para outro sonho. O jogo possui uma variedade de ambientes estáticos, mas apesar disso, as texturas de cada ambiente podem mudar de acordo com eventos aleatórios que podem ocorrer com o jogador. O jogador só termina um sonho caso o tempo máximo de 10 minutos chegue ao fim, se ele tiver interagido com determinados objetos ou caso tenha morrido em algum cenário.
Após cada sonho, um dia se passa no jogo, e o sonho que o jogador acabou de experienciar é marcado em um gráfico. Cada sonho é classificado no gráfico como "superior", "inferior", "estático" ou "dinâmico". À medida que o jogador joga mais sonhos, mais coisas novas são adicionadas a eles, incluindo uma figura intitulada de "Gray ou Shadow Man", que, se encostar no jogador, fará o jogo perder temporariamente a função de "flashback".

## Desenvolvimento[1]
LSD: Dream Emulator foi criado por Osamu Sato, um artista e compositor japonês. Sato é um artista que utilizou vários meios diferentes para se expressar, iniciando sua carreira artística na fotografia e composição musical durante a década de 1980, vindo a trabalhar em Design gráfico digital e arte computacional na década de 1990. Em 1993, Osamu Sato iniciou seu primeiro projeto na indústria de videogames, o intitulado Eastern Mind: The Lost Souls of Tong-Nou, lançado no Japão e Estados Unidos. Seu projeto não tinha o objetivo de ser um jogo em si, mas sim uma espécie de obra de arte interativa em CD-ROM. O jogo possuía uma temática Surrealista e uma jogabilidade semelhante ao que LSD viria a ser.
Sato teve a ideia do LSD depois de jogar jogos de corrida. Ele achava os jogos de corrida difíceis e chatos, já que não era um jogador habilidoso, e por isso imaginou as possibilidades de bater o carro em uma parede e transportar o jogador para outra dimensão. Ele pensou que seria mais agradável para jogadores como ele que não eram habilidosos em outros jogos. A partir daí, teve a ideia de criar um mundo imaginário com a mesma irracionalidade e natureza facilmente esquecível dos sonhos. Ele não deu ao jogo nenhum objetivo porque, segundo ele, eles não são essenciais nos videogames, porque mesmo a existência humana natural não pode ser reduzida a simples objetivos. LSD também foi baseado em um diário de sonhos escrito por Hiroko Nishikawa, uma designer de jogos da Asmik Ace Entertainment, que estava escrevendo o diário há cerca de dez anos.